# Полулі
Полулі (перс. پلولي) — село в Ірані, у дегестані Чагар-Чешме, у бахші Камаре, шагрестані Хомейн остану Марказі. За даними перепису 2006 року, його населення становило 30 осіб, що проживали у складі 8 сімей.

## Клімат
Середня річна температура становить 11,55°C, середня максимальна – 30,98°C, а середня мінімальна – -12,33°C. Середня річна кількість опадів – 241 мм.
| Клімат поселення                              | Клімат поселення | Клімат поселення | Клімат поселення | Клімат поселення | Клімат поселення | Клімат поселення | Клімат поселення | Клімат поселення | Клімат поселення | Клімат поселення | Клімат поселення | Клімат поселення | Клімат поселення |
| Показник                                      | Січ.             | Лют.             | Бер.             | Квіт.            | Трав.            | Черв.            | Лип.             | Серп.            | Вер.             | Жовт.            | Лист.            | Груд.            |                  |
| Середній максимум, °C                         | 7,00             | 8,84             | 13,47            | 19,78            | 25,09            | 30,98            | 30,83            | 30,20            | 25,86            | 19,70            | 12,42            | 7,00             |                  |
| Середня температура, °C                       | −2,66            | −0,81            | 3,79             | 10,12            | 15,44            | 21,30            | 25,06            | 24,44            | 20,10            | 13,94            | 6,67             | 1,24             |                  |
| Середній мінімум, °C                          | −12,33           | −10,48           | −5,87            | 0,46             | 5,76             | 11,65            | 19,31            | 18,68            | 14,34            | 8,18             | 0,92             | −4,51            |                  |
| Норма опадів, мм                              | 39               | 38               | 45               | 30               | 22               | 3                | 2                | 1                | 0                | 6                | 22               | 33               |                  |
| Середньомісячна швидкість вітру, м/с          | 1.34             | 1.96             | 2.50             | 2.66             | 2.48             | 2.31             | 2.33             | 2.13             | 2.13             | 1.86             | 1.54             | 1.54             |                  |
| Середньомісячна сонячна радіація, кДж/м²·день | 9949             | 13051            | 15537            | 18777            | 22640            | 26868            | 25882            | 24459            | 21578            | 16232            | 11571            | 9623             |                  |
| --------------------------------------------- | ---------------- | ---------------- | ---------------- | ---------------- | ---------------- | ---------------- | ---------------- | ---------------- | ---------------- | ---------------- | ---------------- | ---------------- | ---------------- |
| Джерело:                                      |                  |                  |                  |                  |                  |                  |                  |                  |                  |                  |                  |                  |                  |